# Ataenius noques
Ataenius noques är en skalbaggsart som beskrevs av Zdzisława Stebnicka 2007. Ataenius noques ingår i släktet Ataenius och familjen Aphodiidae. Inga underarter finns listade.